# Negermusik
Negermusik (Português: "Música Negra") foi um termo pejorativo usado pelo Partido Nazista no Terceiro Reich para menosprezar os gêneros musicais criados por afro-americanos, incluindo jazz e blues. Porque o Partido Nazista via estes géneros musicais como produtos de uma raça “inferior”, eles foram proibidos. Durante esse período, a frase também foi usada para descrever os gêneros musicais nativos dos negros africanos.